# Gare de Háros
La gare de Háros (hongrois : Háros vasútállomás, prononcé [ˈhaːɾoʃ ˈvɒʃuːtaːllomaːʃ]) est une gare ferroviaire secondaire de Budapest.